# Nankier Kołda
Nankier (Nanker) Kołda (geboren als Jan Kołda) (ca. 1270, Kamień - 8 april 1341, Nysa) was de 24e bisschop van Krakau en de vijfde prins-bisschop van Breslau.

## Biografie
Nankier was een telg van de Poolse heraldische clan Oksza. Hij was in 1304 de aartsdiaken van Sandomierz, waarna hij tussen 1305 en 1307 in Bologna het canoniek recht aan de universiteit studeerde. Nankierd werd in 1318 door Wladislaus de Korte aangesteld als kanselier van Sieradz, pastoor van de Mariakerk, en diaken van Krakau. De statuten van Nankier in zijn tijd als diaken worden gezien als een grote ontwikkeling in de diocees wetgeving en het belangrijkste voorbeeld van codificatie in het canoniek recht in 14e-eeuws Polen.
Als bisschop is hij in 1320 begonnen met de bouw van de gotische Wawelkathedraal. Een kapel gewijd aan Margaret van Hongarije uit 1322 herbergt een van de oudste gotische elementen van de kathedraal. Nankier werd in 1326 door Wladislaus de Korte aangesteld als prins-bisschop van Wrocław om een lopend Pools-Duits conflict op te lossen. In deze functie excommuniceerde hij Jan de Blinde in 1337, voltooide de werkzaamheden aan de Kathedraal van Wrocław en financierde hij de afronding van de Collegiale kerk van het Heilige Kruis. Nakier werd na zijn dood in 1341 in de kathedraal van Wrocław begraven, waarna een plein in de stad naar hem is vernoemd.

## Galerij

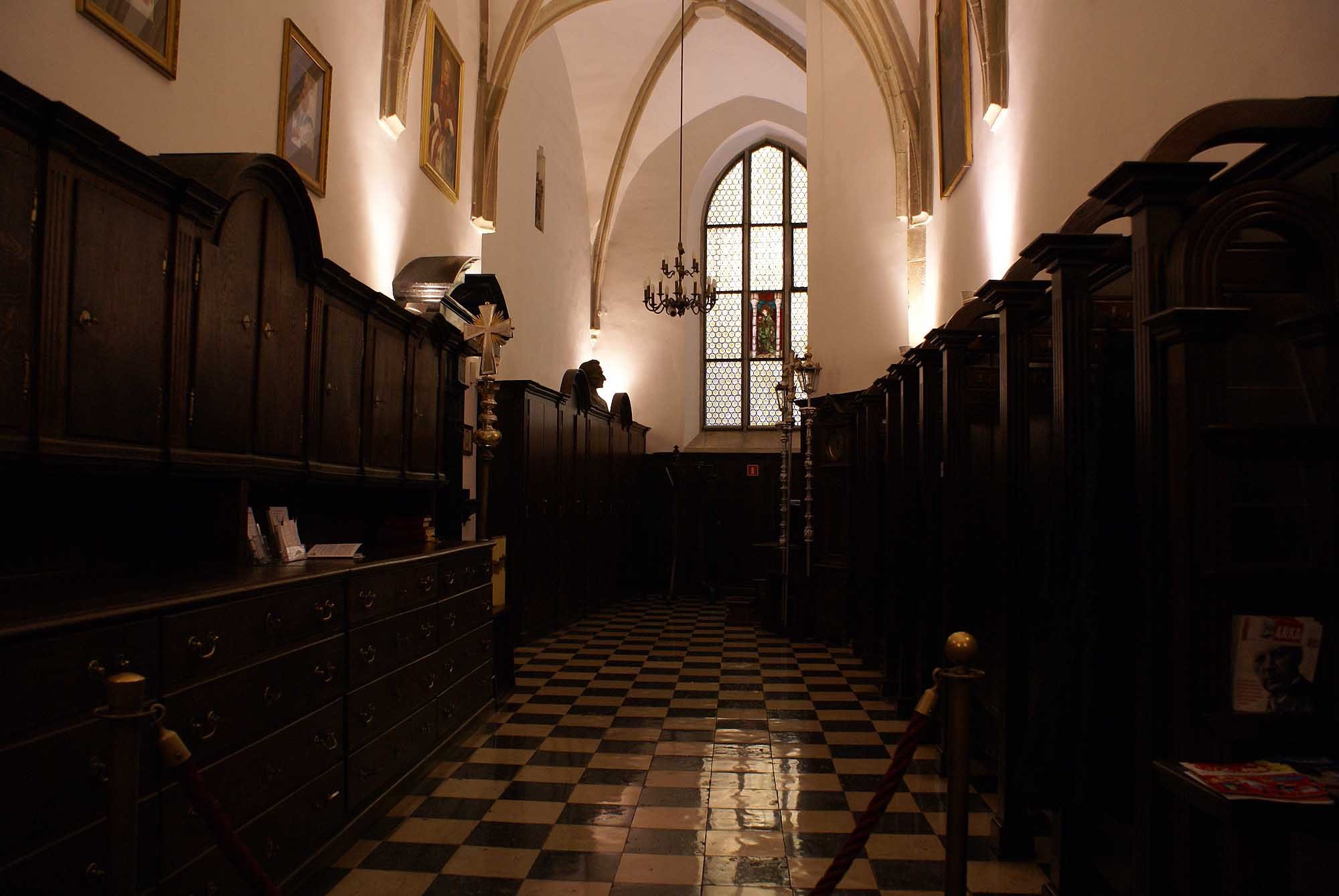
De voormalige St. Margaret kapel in de Wawelkathedraal.
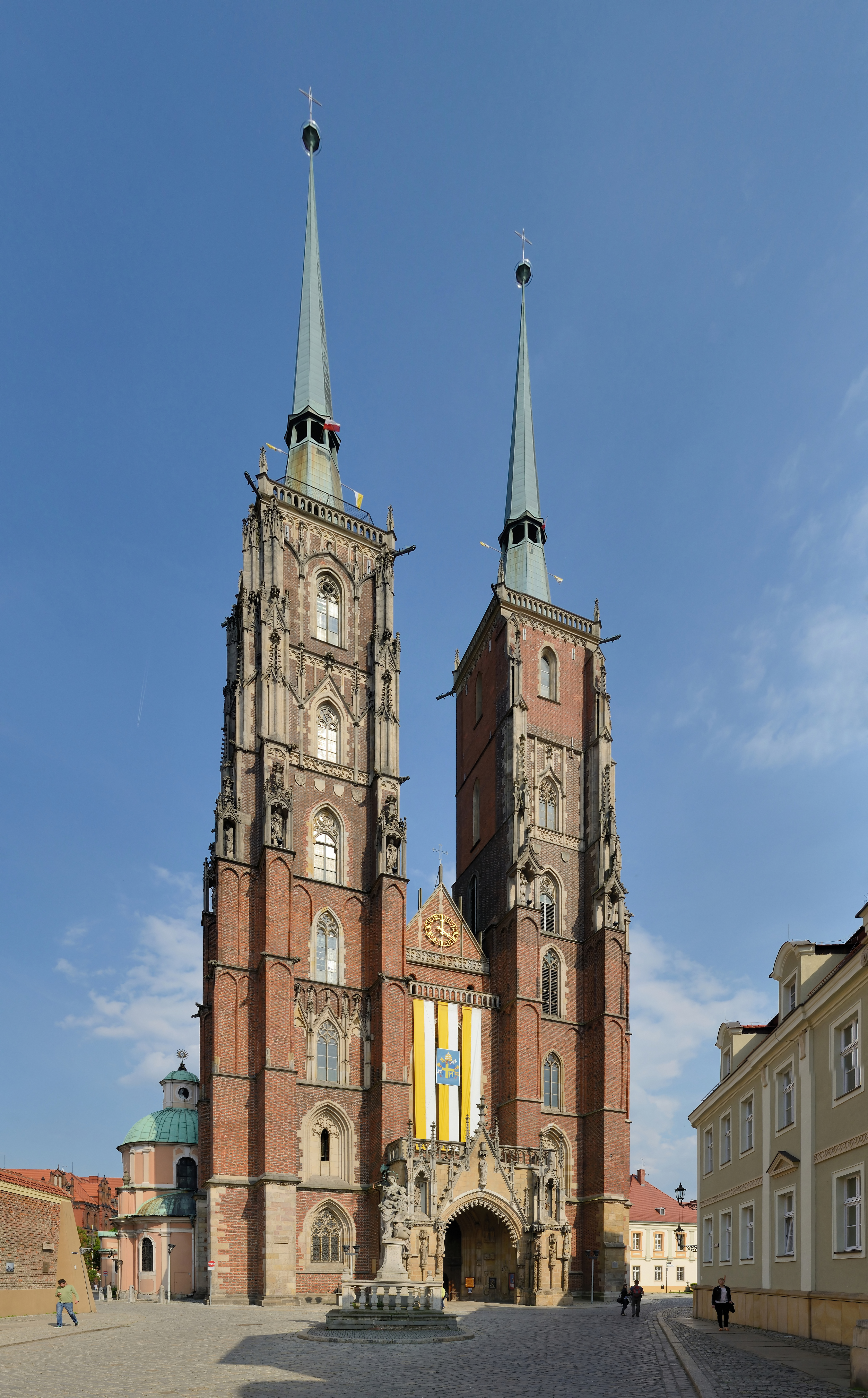
De Kathedraal van Wrocław.
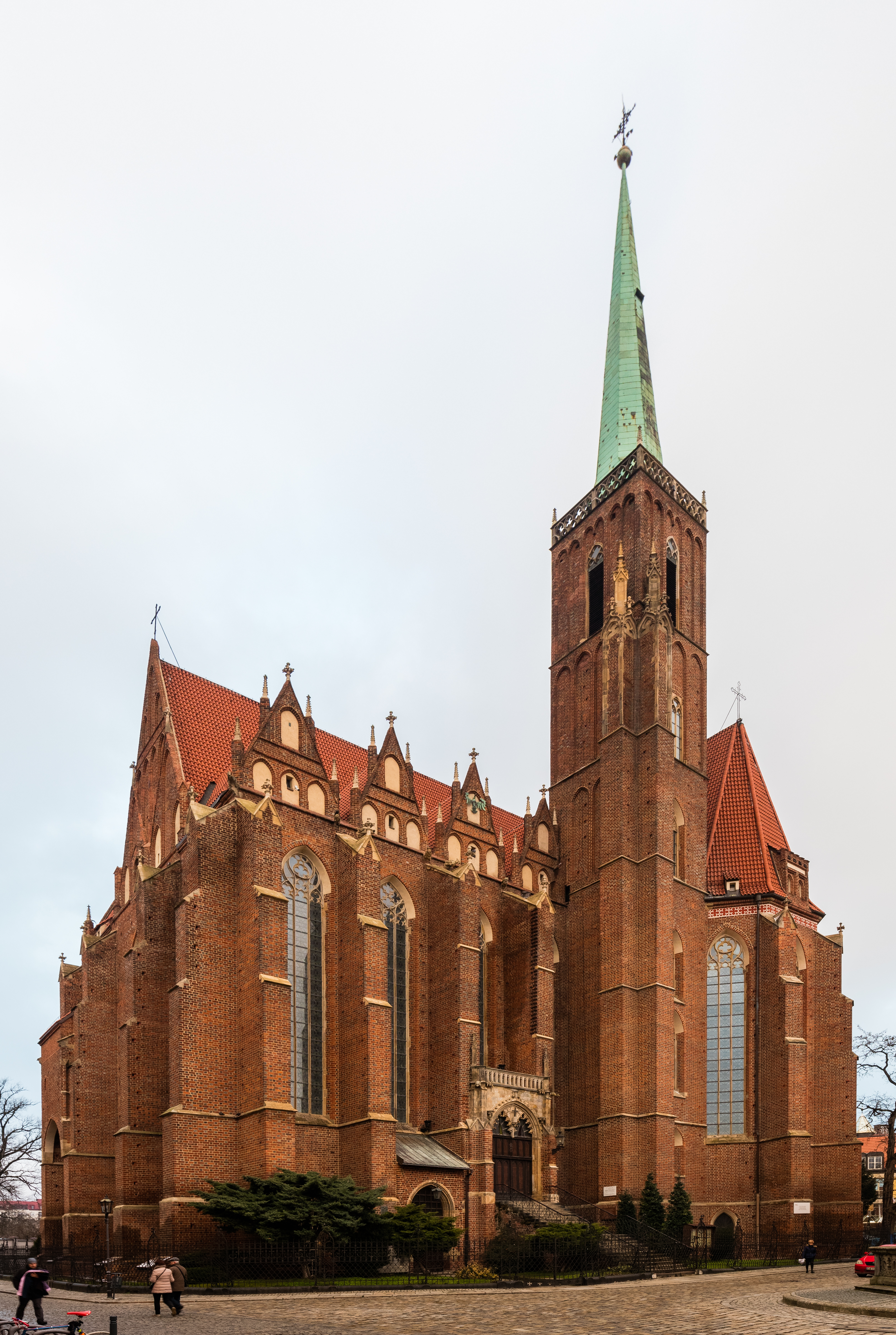
De Collegiale kerk van het Heilige Kruis van Wrocław.
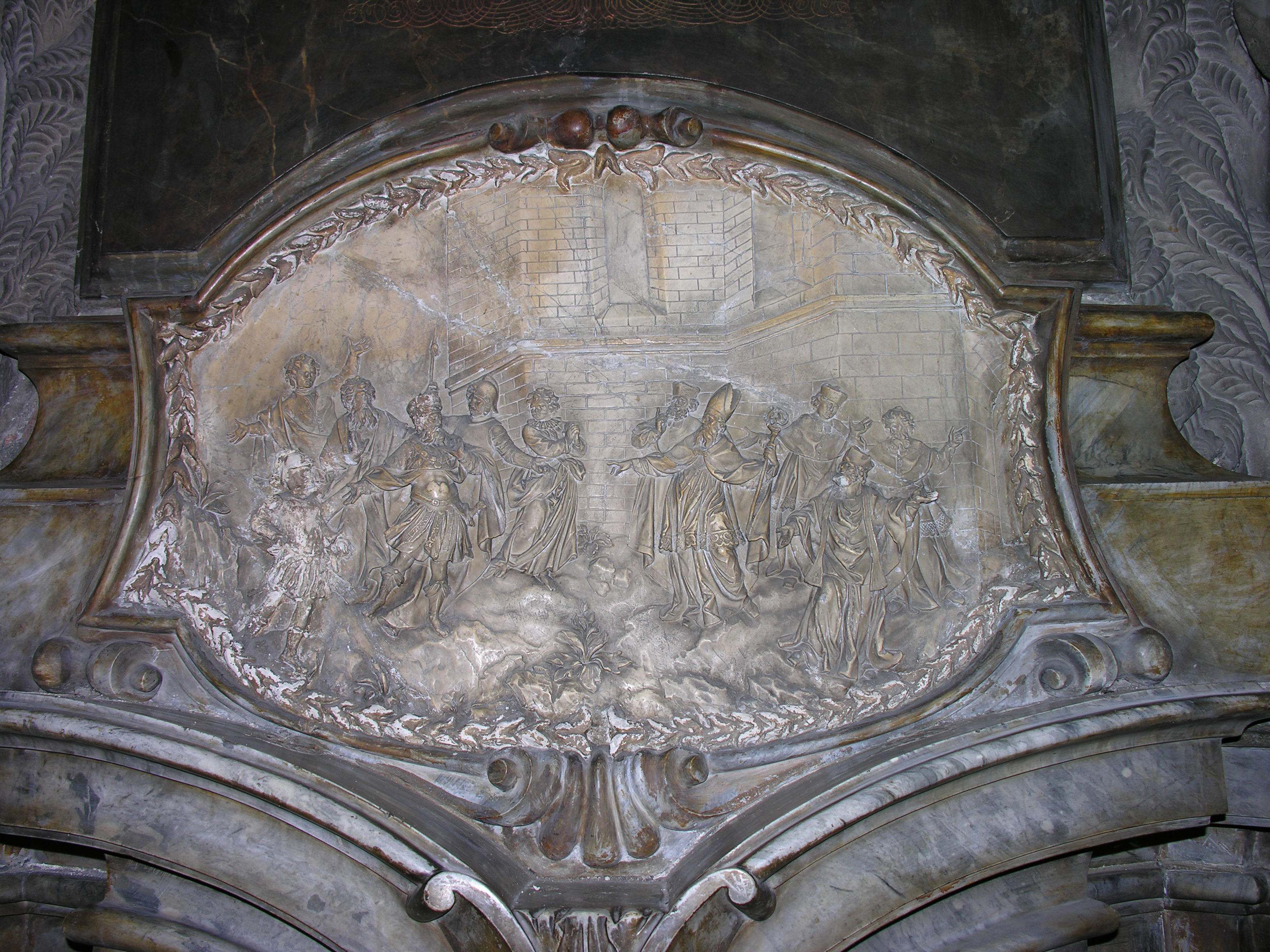
De excommunicatie van Jan de Blinde door bisschop Nankier. Bas-reliëf in de kathedraal van Wrocław.
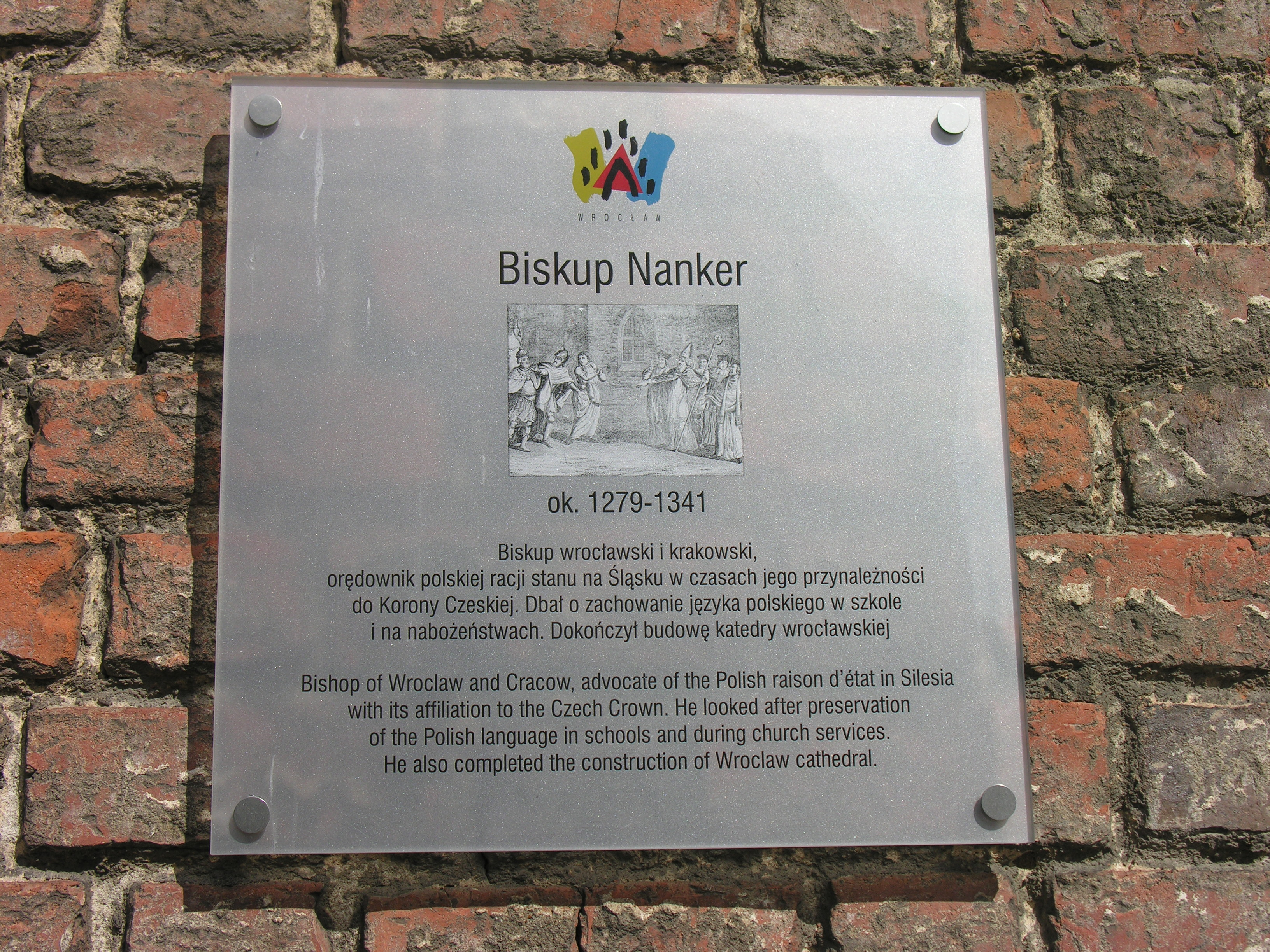
Plaquette voor bisschop Nankier in Wrocław.